# Billy Unger
William Brent "Billy" Unger, conosciuto come William Brent (Contea di Palm Beach, 15 ottobre 1995), è un attore statunitense.
Conosciuto per i suoi ruolo ne Il mistero delle pagine perdute e per aver interpretato Chase Davenport nelle serie Lab Rats e in Lab Rats: Elite Force di Disney XD. Debutta nel film Il mistero delle pagine perdute.

## Carriera
Dopo essersi trasferito a Los Angeles, Unger è apparso come guest star nello show Disney XD Kickin' It - A colpi di karate, negli show di Disney Channel Sonny tra le stelle e A.N.T. Farm - Accademia Nuovi Talenti. Ha partecipato anche a serie come No Ordinary Family, Ghost Whisperer - Presenze, Hawthorne - Angeli in corsia, Terminator: The Sarah Connor Chronicles, Mental, Medium, Desperate Housewives, Cold Case - Delitti irrisolti e Scrubs - Medici ai primi ferri. È apparso anche al The Tonight Show con Jay Leno.
Unger è apparso anche in alcuni film come Il mistero delle pagine perdute, Ancora tu!, Monster Mutt, Opposite Day, Jack e la pianta di fagioli, Rock Slyde.
A partire dal 2012 interpreta Chase Davenport nella serie TV Lab Rats e nel 2016 nello spin-off Lab Rats: Elite Force, conosciuto come William Brent.

## Vita privata
William Brent "Billy" Unger è nato nella Contea di Palm Beach, Florida, il 15 ottobre 1995. Si è trasferito a Hollywood con la sua famiglia nel 2006. William pratica arti marziali estreme, motocross, surf, skateboard, danza hip-pop, canta e suona la chitarra. Risiede tuttora a Studio City, California con la sua famiglia.
Unger fa parte di una band.

## Filmografia

### Cinema
- Il mistero delle pagine perdute (National Treasure: Book of Secrets), regia di Jon Turteltaub (2007)
- Changeling, regia di Clint Eastwood (2008)
- Rock Slyde, regia di Chris Dowling (2008)
- Crank: High Voltage, regia di Mark Neveldine e Brian Taylor (2008)
- Opposite Day, regia di R. Michael Givens (2008)
- Monster Mutt, regia di Todd Tucker (2010)
- Ancora tu! (You Again), regia di Andy Fickman (2010)
- The Lost Medallion: The Adventures of Billy Stone, regia di Bill Muir (2011)

### Televisione
- Scrubs - Medici ai primi ferri (Scrubs) – serie TV, episodio 6x18 (2007)
- Cold Case - Delitti irrisolti (Cold Case) – serie TV, episodio 4x24 (2007)
- The Tonight Show with Jay Leno – talk show TV, ospite (2007)
- Desperate Housewives – serie TV, episodi 3x20-4x09 (2007)
- Medium – serie TV, episodio 4x15 (2008)
- Can You Teach My Alligator Manners? – serie TV, episodi 1x01-1x08 (2008)
- Terminator: The Sarah Connor Chronicles – serie TV, episodio 2x05 (2008)
- Campi insanguinati (Children of the Corn) – film TV, regia di Donald P. Borchers (2009)
- Mental – serie TV, episodio 1x04 (2009)
- Hawthorne - Angeli in corsia (Hawthorne) – serie TV, episodio 1x03 (2009)
- Ghost Whisperer - Presenze (Ghost Whisperer) – serie TV, episodio 5x22 (2010)
- Sonny tra le stelle (Sonny with a Chance) – serie TV, episodio 2x18 (2010)
- No Ordinary Family – serie TV, episodio 1x11 (2011)
- Lab Rats – serie TV, 68 episodi (2012-2016)
- Kickin' It - A colpi di karate (Kickin' It) – serie TV, episodio 1x20 (2012)
- A.N.T. Farm - Accademia Nuovi Talenti – serie TV, episodio 2x07 (2012)
- Mighty Med - Pronto soccorso eroi (Mighty Med) -  serie TV, episodio 2x17 (2015)
- Lab Rats: Elite Force - serie TV (2016)

### Doppiatore
- I Griffin (Family Guy) – serie animata TV, episodio 7x06 (2008)
- Agente Speciale Oso (Special Agent Oso) – serie animata TV, guest star (2008)
- Le avventure di Sammy, regia di Ben Stassen (2010)
- Fish Hooks - Vita da pesci – serie animata TV, 2 episodi (2011)
- Uncharted 3: L'inganno di Drake - giovane Nathan Drake
- Sammy 2 - La grande fuga, regia di Vincent Kesteloot e Ben Stassen (2012)

## Riconoscimenti
- Best Performance in a DVD Film (2009)
- Guest Starring Young Actor 13 and Under (2010)
- Best Performance Feature Film – Supporting Young Actor (2011)

## Doppiatori italiani
Nelle versioni in italiano delle opere in cui ha recitato, Billy Unger è stato doppiato:
- Manuel Meli in Desperate Housewives - I segreti di Wisteria Lane, Mental
- Alex Polidori in Lab Rats, Lab Rats: Elite
- Federico Bebi in Ancora tu!

Da doppiatore è stato sostituito da:
- Stefano Pozzi in Uncharted 3 - L'inganno di Drake